# لوكان (شاعر)
لوكان (باللاتينية: M. Annaeus Lucanus)‏ إسمه الكامل ماركوس آنايوس لوكانوس (بالإنجليزية: Marcus Annaeus Lucanus)‏ هو شاعر روماني لاتيني ولد في يوم 3 نوفمبر في سنة 39 ميلادية في مدينة قرطبة في هسبانيا جد والده هو الشاعر سنكا الأكبر الذي عاش في القرن الأول قبل الميلاد، وعمه هو الشاعر سنكا الأصغر، مع أن حياته كانت قصيرة إلا أنه أصبح واحد من أفضل الشعراء اللاتين في ذلك الوقت وقد تكلم عنه عدة مؤرخين رومان مثل سويتونيوس ومارتشيال وكاسيوس ديو وتاسيتس وستاتيوس. لاقى لوكان نجاحات كبيرة أثناء بداية حكم نيرون حيث كان صديق مقرب له وقد فاز منه بجائزة Orpheus and Laudes Neronis التي كان يعطيها نيرون للشعراء، ألف لوكان كتاب شعري قصصي باسم فرساليا والذي كان يحكي عن فترة الحرب الأهلية الرومانية بين يوليوس قيصر وبومبيوس الكبير وقد سمي باسم فرساليا نسبةً لمعركة فارسالوس. بعد ذلك بدأت علاقته تستاء مع نيرون نظراً لاختلاف وجهات نظرهم، مما جعله يهرب من روما، غضب نيرون من ذلك لاحقاً حيث أراد أن يعود لوكان لإلقاء القصائد لمدحه. عمل لوكان بعد ذلك مع كل من ستاتيوس وفاكا وأصبح ينشأ أشعار تشتم نيرون وحسب ما قاله فاكا كان لوكان من أول من إتهم نيرون بإشعال حريق روما الكبير. توفي لوكان في سنة 65 ميلادية بعد أن وجد منتحراً بعد جرح نفسه بأداة حادة وحسب ما قاله المؤرخ غايوس بيزو أن نيرون أجبر لوكان على الانتحار، ويذكر أنه عند احتضاره كان لايزال يردد شعره الملحمي حسب ما ذكرت أمه.

## روابط خارجية
- لوكان على موقع الموسوعة البريطانية (الإنجليزية)
- لوكان على موقع إن إن دي بي (الإنجليزية)